# Vietnamština
Vietnamština (tiếng Việt, méně často Việt ngữ) je úřední jazyk ve Vietnamu. Je mateřským jazykem Vietů, kteří představují 88–90 % obyvatel Vietnamu a patří k nim další více než 3 miliony lidí po celém světě. Je to druhý jazyk pro národnostní menšiny ve Vietnamu. Vietnamština je největší zástupce ze skupiny austroasijských jazyků. Mnoho slov přejala z různých dialektů čínštiny. Dnešní vietnamská abeceda je založena na latince.

## Vývoj vietnamské abecedy
V minulosti se vietnamština zapisovala čínskými znaky (ve Vietnamu označené jako chữ nho) a vietnamskými znaky (ve Vietnamu označené jako chữ nôm), které sloužily k fonetickému zápisu vietnamštiny. Většina písemností byla psaná v klasické čínštině, chữ nôm zastával sekundární pozici při zapisování místních básní, nebo jako nápověda při učení chữ nho. Podobná situace byla i s korejským písmem hangŭl. Používat latinku pro zápis vietnamštiny začal už v 17. století francouzský jezuitský misionář Alexandre de Rhodes, který navázal na předchozí práci portugalského misionáře Antonia Barbosy, který zde šířil křesťanství a evropskou vzdělanost o několik desetiletí dříve. Latinku ale užívali pouze při výuce Evropanů vietnamskému jazyku. Bibli a jiné náboženské texty sami přepsali do chữ nôm (nikoliv klasické čínštiny, nebo latinkou psané vietnamštiny) a v téhle formě dále šířili křesťanství v zemi. O staletí později tyto zdroje posloužily nejen jako základ dnešního vietnamského písma, ale také sehrávají významnou roli ve výzkumu chữ nôm.
Dělení obyvatel na znalce a neznalce klasické čínštiny se ovšem nelíbilo francouzským kolonizátorům.[zdroj?] Také tehdejší vietnamský král[kdo?] cítil nutnost vzdělávat veškeré vrstvy obyvatelstva, a latinská abeceda (upravená diakritickými znaménky pro potřebu vietnamského tónovacího jazyka) se dá lépe osvojit, než složité čínské znaky, které byly užívány dotehdy.
V roce 1910 došlo ke standardizaci vietnamštiny a k uzákonění upravené latinky, upřednostňované nad původní čínské a vietnamské znaky, které byly ještě sem tam používány v odlehlých částech země nebo staršími lidmi.
Chữ nho se však ještě vyskytoval na indočínských bankovkách, vydaných francouzským protektorátem těsně po 2. světové válce. Určitou dobu probíhaly pokusy o znovuzavedení tohoto písma v Severním Vietnamu, tato změna se však nakonec ukázala příliš náročná.
Poslední změny v abecedě proběhly v letech 1954–1974, během indočínské války a války ve Vietnamu.

## Gramatika
Vietnamština je stejně jako většina jiných asijských jazyků analytický jazyk, prakticky nemá morfologii a mluvnické kategorie jako pád, čas, číslo a rod se označují pomocí vložených slov a syntaktických změn. Ve vietnamské větě stojí většinou na prvním místě podmět, na druhém přísudek a na třetím předmět. Podstatné jméno je ve vietnamštině často předcházeno jakýmsi členem či numerativem, který závisí na jeho významu (například u označení zvířat je numerativ con – např. con chuột = myš), změnou tohoto členu se také tvoří množné číslo podstatného jména. Slovesné časy se tvoří částicemi – zhruba lze říci, že minulý čas částicí đã, přítomný čas průběhový částicí đang a budoucí čas částicí sẽ. Chybí-li částice úplně, znamená to zpravidla přítomný čas prostý. Velmi složitý je vietnamský systém zájmen, který se odvíjí od vzájemného rodinného a společenského vztahu mluvčích.

## Písmo
Vietnamská abeceda má 29 písmen:
| A | Ă | Â | B | C | D   | Đ | E | Ê | G | H | I | K | L | M | N | O | Ô | Ơ | P | Q | R | S | T | U | Ư | V | X | Y |
| a | ă | â | b | c | d   | đ | e | ê | g | h | i | k | l | m | n | o | ô | ơ | p | q | r | s | t | u | ư | v | x | y |
| a | a | a | b | k | z/j | d | e | e | g | h | i | k | l | m | n | o | o | ə | p | k | z | š | t | u | ə | v | s | i |

Jelikož vietnamština je tónový jazyk, používá řadu diakritických znamének u samohlásek pro označení tónů.
| Tón                       | označení          | označené samohlásky | označené samohlásky | označené samohlásky | označené samohlásky | označené samohlásky | označené samohlásky | označené samohlásky | označené samohlásky | označené samohlásky | označené samohlásky | označené samohlásky | označené samohlásky |
| ------------------------- | ----------------- | ------------------- | ------------------- | ------------------- | ------------------- | ------------------- | ------------------- | ------------------- | ------------------- | ------------------- | ------------------- | ------------------- | ------------------- |
| Ngang (vysoký rovný)      | bez označení      | A/a                 | Ă/ă                 | Â/â                 | E/e                 | Ê/ê                 | I/i                 | O/o                 | Ô/ô                 | Ơ/ơ                 | U/u                 | Ư/ư                 | Y/y                 |
| Huyền (klesavý)           | obrácená čárka    | À/à                 | Ằ/ằ                 | Ầ/ầ                 | È/è                 | Ề/ề                 | Ì/ì                 | Ò/ò                 | Ồ/ồ                 | Ờ/ờ                 | Ù/ù                 | Ừ/ừ                 | Ỳ/ỳ                 |
| Hỏi (klesavě-stoupavý)    | otazník bez tečky | Ả/ả                 | Ẳ/ẳ                 | Ẩ/ẩ                 | Ẻ/ẻ                 | Ể/ể                 | Ỉ/ỉ                 | Ỏ/ỏ                 | Ổ/ổ                 | Ở/ở                 | Ủ/ủ                 | Ử/ử                 | Ỷ/ỷ                 |
| Ngã (hlasivkově stoupavý) | vlnovka           | Ã/ã                 | Ẵ/ẵ                 | Ẫ/ẫ                 | Ẽ/ẽ                 | Ễ/ễ                 | Ĩ/ĩ                 | Õ/õ                 | Ỗ/ỗ                 | Ỡ/ỡ                 | Ũ/ũ                 | Ữ/ữ                 | Ỹ/ỹ                 |
| Sắc (stoupavý)            | čárka             | Á/á                 | Ắ/ắ                 | Ấ/ấ                 | É/é                 | Ế/ế                 | Í/í                 | Ó/ó                 | Ố/ố                 | Ớ/ớ                 | Ú/ú                 | Ứ/ứ                 | Ý/ý                 |
| Nặng (přiškrcený)         | tečka pod         | Ạ/ạ                 | Ặ/ặ                 | Ậ/ậ                 | Ẹ/ẹ                 | Ệ/ệ                 | Ị/ị                 | Ọ/ọ                 | Ộ/ộ                 | Ợ/ợ                 | Ụ/ụ                 | Ự/ự                 | Ỵ/ỵ                 |

### Přehled systému hlásek
Ve vietnamštině se vyskytuje:
- 21 počátečních souhlásek: b, c/k/q, ch, d/gi, g/gh, h, kh, l, m, n, ng/ngh, nh, ph, r, s, t, th, tr, v, x
- 1 polosamohláska: o/u
- 11 samohlásek: a, ă, â, e, ê, i/y, o, ô, ơ, u, ư (z nichž jsou samohlásky ă,â krátké, ostatní jsou dlouhé)
- 3 dvouhlásky: iê/yê/ia/ya, ưa/ươ, ua/uô (všechny jsou dlouhé)
- 6 koncových souhlásek: c/ch, m, n, ng/nh, p, t
- 2 koncové polosamohlásky: i/y, o/u

### Výslovnost
Na základě severního dialektu se ve vietnamštině rozlišuje 6 tónů:
- ngang (A), huyền (À), ngã (Ã), hỏi (Ả), sắc (Á), nặng (Ạ)

#### Počáteční souhlásky
- c/k/q: (k), ch: (č), d/gi: (z), đ: (d), kh: (ch), ng/ngh: (ang. long), nh: (ň), ph: (f), r: (z,ž), s: (s,š), th: (t s přídechem – v Thajsku), tr: (č, ť), x: (s)
- V hanojském dialektu nerozlišujeme ch a tr, s a x, d/gi a r

#### Samohlásky
- a (dlouhé), ă (krátké), â (velmi krátké), e (otevřené), ê (zavřené), i/y, o (otevřené),
- ô (zavřené), ơ (nezaokrouhlené), u ,ư (nezaokrouhlené) – z nichž jsou samohlásky ă, â krátké, a ostatní dlouhé
- u dvojhlásek se jejich první část vyslovuje silněji nez druhá

#### Koncové souhlásky
Na rozdíl od češtiny se všechny koncové souhlásky vyslovují jako závěrové (okluzivy) bez exploze

#### Tóny
- tóny rozlišujeme na základě registru na vysoké (A, Ã, Á) a nízké (À, Ả, Ạ)
- podle tonálního průběhu je dělíme na rovné (A, À), dále na nerovné nelomené (Á, Ạ) a nerovné lomené (Ã, Ả)

## Přepis do češtiny
Vietnamština se zapisuje latinkou, český přepis by měl zachovávat původní psanou podobu, ovšem bez diakritických znamének. Vietnamština má jediné shodné diakritické znaménko s češtinou – čárku „´“, avšak ta má v každém jazyce jiný fonetický význam. Jediným problémem je přepis oposice vietnamských hlásek „d-đ“ (česká abeceda nezná literu „đ“). Písmeno „đ“ výslovností přesně odpovídá oposici „z-d“ v češtině. Někteří autoři přepisují obě hlásky do češtiny shodně jako „d“, to v některých případech vede ke zmatení a znesnadňuje identifikaci původního vietnamského zápisu, jiní autoři používají přepisu „z=d“ a „d=đ“ (tedy např. jména spisovatelů Xích Điểu a Xuân Diệu se přepíší Xich Dieu a Xuan Zieu), v němž zůstávají rozlišeny rozdíly z originálního zápisu, neboť vietnamština písmeno „z“ nepoužívá, čímž je zjevný jeho zástupný charakter.
V ryze odborných textech se doporučuje zachovat vietnamský zápis i s diakritikou.
Některá jména mají nestandardní, fonetický, nicméně ustálený český přepis. Jde hlavně o název země, města a jména osob:
- v. Việt Nam – č. Vietnam
- v. Hà Nội – č. Hanoj
- v. Sài Gòn – č. Saigon
- v. Đà Nẵng – č. Danang
- v. Hải Phòng – č. Haiphong (dříve rovněž Haifong)
- v. Đà Lạt – č. Dalat
- v. Hồ Chí Minh – č. Ho Či Min (dříve i Hočimin)

Podobně u některých zeměpisných jmen existuje tradiční český překlad, který by také měl být zachován, např.:
- v. Thành Phố Hồ Chí Minh – č. Ho Či Minovo Město
- v. Sông Hồng – č. Rudá řeka
- v. Sông Đà – č. Černá řeka
- v. Sông Hương – č. Řeka vůní (ev. Voňavá řeka)
- v. Chùa Một Cột – č. Pagoda na jediném sloupu
- v. Văn Miếu – č. Chrám písemnictví (ev. Chrám literatury)
- v. Hồ Tây – č. Západní jezero
- v. Hồ Hoàn Kiếm = Hồ Gươm – č. Jezero navráceného meče
- v. Chùa Thầy – č. Mistrova (ev. Učitelská) pagoda
- v. Chùa Hương – č. Voňavá pagoda

## Vietnamská jména
Vietnamská jména jsou většinou tvořena ze tří částí – příjmení, druhé jméno a rodné jméno – a to v uvedeném pořadí. Podobný systém pojmenování se využívá v Číně a v Koreji.

## Příklady

### Číslovky
| Vietnamsky | Česky |
| một        | jeden |
| hai        | dva   |
| ba         | tři   |
| bốn        | čtyři |
| năm        | pět   |
| sáu        | šest  |
| bảy        | sedm  |
| tám        | osm   |
| chín       | devět |
| mười       | deset |

## Dialekty

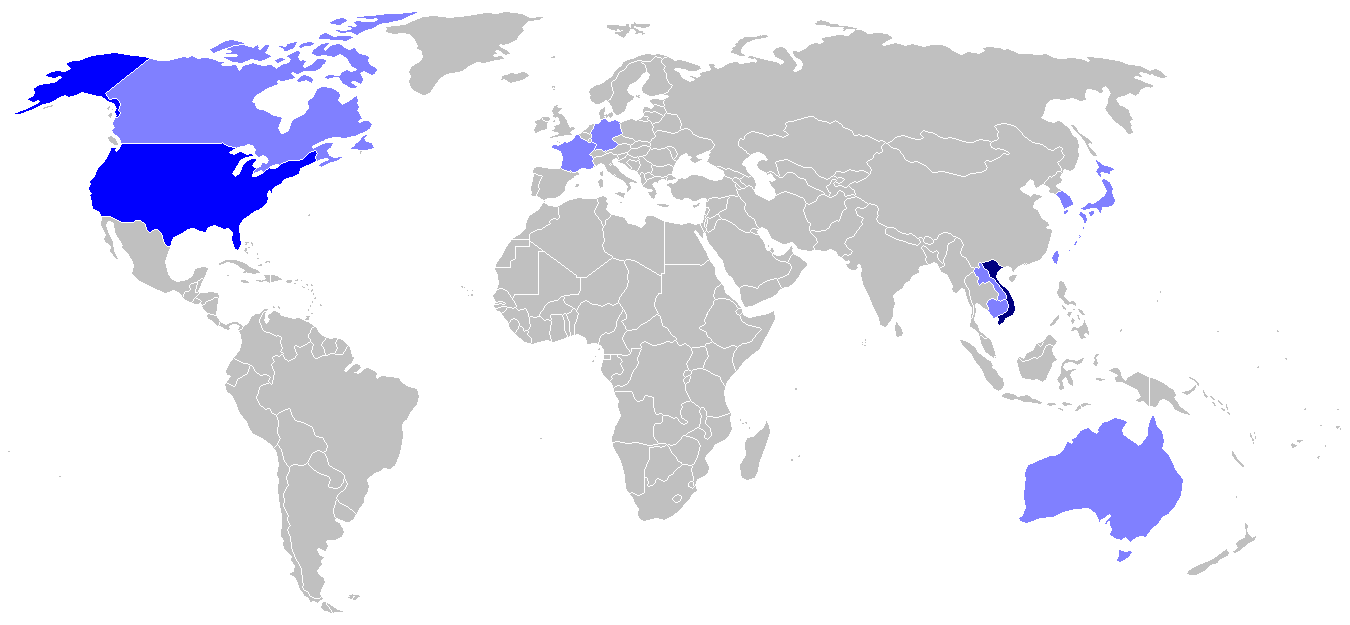
Země s významnými vietnamsky hovořícími menšinami

Vietnamština má jako mnoho dalších asijských jazyků různé dialekty, které jsou si vzájemně relativně srozumitelné. Tyto dialekty se odlišují především výslovností a tóny, přesto se však vietnamština oficiálně všude zapisuje stejně, bez ohledu na jednotlivé dialekty. Mezi další rozdíly patří i jiné pojmy pro označení stejných věcí. Nejznámějšími dialekty jsou Hanojský dialekt, Danangský dialekt a Saigonský dialekt. V rámci těchto tří skupin je však poznat rozdíl i mezi jednotlivými místy v téže oblasti. Jako nejjednodušší ilustrace vzájemné odlišnosti vietnamských dialektů může sloužit porovnání výslovnosti stejných hlásek v různých dialektech. Například „d“ se v severním Vietnamu vyslovuje jako české „z“, zatímco na jihu Vietnamu jako „j“. Dalším příkladem je hláska „r“, která je v severním Vietnamu českým „z“, ale na jihu Vietnamu vyslovována různými způsoby, nejjednodušeji přirovnatelnými k českému „r“. Všemi standardními tóny disponuje severní vietnamština, zatímco v dialektech jižního vietnamu se spekuluje o 5 a méně tónech, což znamená, že pro severní vietnamštinu různé tóny se v jihovietnamských dialektech vyslovují stejně. Za nejsložitěji srozumitelný akcent vietnamštiny se označuje především středovietnamský.

## Vzorové texty

### Otčenáš (modlitba Páně)
Lạy Cha chúng con ở trên trời,
chúng con nguyện danh Cha cả sáng,
nước Cha trị đến,
ý Cha thể hiện dưới đất
cũng như trên trời.
Xin Cha cho chúng con hôm
nay lương thực hằng ngày,
và tha nợ chúng con
như chúng con cũng
tha kẻ có nợ chúng con.
Xin chớ để chúng con sa
chước cám dỗ, nhưng cứu
chúng con cho khỏi sự dữ. Amen.

### Všeobecná deklarace lidských práv
| vietnamsky | Mọi con người sinh ra đều có quyền tự do, bình đẳng và có quyền mưu cầu hạnh phúc. Con người được trời cho cái trí tuệ để có thể đối sử với nhau như anh em. |
| česky      | Všichni lidé se rodí svobodní a sobě rovní co do důstojnosti a práv. Jsou nadáni rozumem a svědomím a mají spolu jednat v duchu bratrství.                   |